# Hansa-Brandenburg W.13
L'Hansa-Brandenburg W.13 era un idrobombardiere-ricognitore biplano a scafo centrale sviluppato dall'azienda tedesco imperiale Hansa und Brandenburgischen Flugzeugwerke GmbH negli anni dieci del XX secolo ed avviato alla produzione in serie dalle austro-ungariche Ungarische Flugzeugfabrik AG (Ufag) ed, in numero minore, Oeffag e Phönix Flugzeugwerke.
Offerto inizialmente alla Kaiserliche Marine e successivamente alla k.u.k. Kriegsmarine, rispettivamente le marine militari degli Imperi tedesco ed austro-ungarico, venne adottato dalla seconda, utilizzato durante la prima guerra mondiale, fino al termine del conflitto, e da alcune altre nazioni in esemplari prede di guerra.

## Storia del progetto
La rapida evoluzione che subì l'arma aerea durante la prima guerra mondiale espresse nuove esigenze e nuovi ruoli per contrastare i progressi tecnologici sui due contrapposti schieramenti. In quest'ottica la Kaiserliche Marine espresse l'esigenza di dotarsi di un nuovo modello che potesse operare dalla superficie dell'acqua, in grado di effettuare missioni di ricognizione aerea e pattugliamento marittimo a grande raggio e, una volta individuato l'obiettivo, di poterlo attaccare con efficacia grazie ad un carico di bombe da caduta.
L'Hansa-Brandenburg affidò il progetto al direttore del suo ufficio tecnico Ernst Heinkel il quale, basandosi sui precedenti modelli Hansa-Brandenburg CC e W.18, disegnò nel 1916 un grande idrovolante a scafo centrale dalla velatura biplana e motore collocato in configurazione spingente.
Il prototipo venne portato in volo per la prima volta nel corso dell'anno ma presentato alla commissione esaminatrice della marina imperiale tedesca questa, pur decidendo di acquistare il velivolo, non si dichiarò entusiasta del modello decidendo di non stipulare alcun contratto di fornitura. Grazie anche all'influenza del triestino Camillo Castiglioni il modello, identificato dall'azienda come W.13, venne riproposto alla k.u.k. Kriegsmarine, la marina militare dell'Impero austro-ungarico, che invece ritenne il modello in grado di soddisfare le proprie esigenze operative tanto da emettere un consistente ordine per oltre 130 esemplari complessivi.
La k.u.k. Kriegsmarine emise, nel dicembre 1916, un ordine iniziale per 60 esemplari i quali vennero consegnati, tra il giugno 1917 ed il marzo 1918, 20 completi e 40 sprovvisti di motore, questi ultimi completati equipaggiandoli con gli Austro-Daimler 360 dall'arsenale di Pola. Poiché la capacità produttiva degli stabilimenti dell'Hansa-Brandenburg era limitata dall'impegno profuso nella costruzione di modelli destinati alle forze armate tedesche, insufficienti anche a coprirne le necessità tanto da assegnare su iniziativa dell'Idflieg licenze di produzione ad altre aziende nazionali, i vertici aziendali inseriti anche nella struttura dirigenziale della Ungarische Flugzeugfabrik AG (Ufag) di Budapest preferirono trasferire interamente la produzione del modello negli stabilimenti di quest'ultima dal gennaio 1917. Alla Ufag vennero prodotti 58 esemplari dal giugno 1917 al luglio 1918, dei quali 42 completi e 16 privi di motore.
In seguito, al fine di evadere l'ordine nel più breve tempo possibile, vennero interpellate e coinvolte nella produzione, pur se per modeste quantità, anche gli stabilimenti della Phönix Flugzeugwerke AG a Vienna e della Oesterreichische Flugzeugfabrik AG (Oeffag) a Wiener Neustadt: la prima riuscì a realizzare otto esemplari di cui solo uno completo anche di motorizzazione, la seconda solamente due.

## Tecnica
L'Hansa-Brandenburg W.13 era un grande idrovolante dall'aspetto, per la sua epoca, convenzionale: configurazione a scafo centrale biposto abbinato ad una velatura biplana e motore collocato in configurazione spingente.
Lo scafo, realizzato con struttura in legno, era caratterizzato da tre abitacoli aperti destinati al pilota ed al puntatore con funzione anche di osservatore e mitragliere. Posteriormente terminava in un impennaggio classico monoderiva.
La configurazione alare era biplano-sesquiplana, caratterizzata dall'ala superiore, posizionata alta a parasole, di apertura maggiore dell'inferiore, posizionata alta sulla fusoliera; le due superfici erano collegate tra loro da una coppia di montanti integrati da altrettante aste di controvento per lato e da tiranti in cavetto d'acciaio.
La propulsione era affidata ad un motore Austro-Daimler AD 12, un 6 cilindri in linea raffreddato a liquido capace di erogare una potenza pari a 360 PS (265 kW), posizionato su un castello tubolare tra le due ali in posizione centrale, privo di alcuna copertura ed abbinato ad un'elica bipala in legno a passo fisso.
L'armamento era composto da una singola mitragliatrice Schwarzlose calibro 8 mm montata su supporto brandeggiabile.

## Impiego operativo
Il W.13 iniziò ad essere consegnato, dal marzo 1917, ai reparti della k.u.k. Kriegsmarine dislocati presso le basi navali affacciate al Mare Adriatico, a Pola-Santa Caterina, Puntisella, Trieste, Parenzo e Kumbor, continuando fino all'estate 1918; i velivoli vennero impiegati durante tutto il periodo sul fronte italiano. Durante il servizio operativo tuttavia l'inaffidabilità riscontrata nei motori Austro-Daimler, a detta dell'azienda causata dalla cattiva qualità dell'olio lubrificante disponibile al fronte, si ripercosse in una serie di problemi ricorrenti. Dato che le sorti del conflitto sembravano oramai avverse alle nazioni degli Imperi centrali e che risultava improbabile un ribaltamento della situazione bellica, l'Austro-Daimler decise di interromperne la produzione con il risultato che, nell'impossibilità di reperire unità motrici alternative di sufficiente potenza, poco più della metà dei 130 W.13 realizzati furono lasciati a terra senza propulsore.
Durante il conflitto alcuni esemplari trovati intatti dalle forze armate del Regno d'Italia vennero requisiti ed inviati ai reparti della Regia Marina perché ne venissero studiate le caratteristiche.
Al termine della guerra, come parte delle clausole inserite nel Trattato di Versailles, alcuni esemplari vennero assegnati alle nazioni appartenenti allo schieramento dei vincitori. Alcuni esemplari entrarono a far parte della flotta a disposizione della Jugoslovenska kraljevska ratna mornarica, la marina militare del Regno dei Serbi, Croati e Sloveni e rimasero in servizio fino alla loro progressiva sostituzione con il più recente Ikarus IO nella seconda parte degli anni venti.
Un esemplare venne inoltre acquisito dagli Stati Uniti d'America come parte del risarcimento per danni di guerra. Destinato alla United States Navy, la marina militare statunitense, venne inviato alla Naval Aircraft Factory dove prima di essere provato in volo venne disassemblato e riassemblato a scopo di studio.

## Utilizzatori
Austria-Ungheria
- k.u.k. Kriegsmarine

 Germania
- Kaiserliche Marine

 Italia
- Regia Marina

 Jugoslavia
- Jugoslovenska kraljevska ratna mornarica

 Stati Uniti
- United States Navy